# Suissevale
Suissevale ist eine privat verwaltete Siedlung und ein Census-designated place in der Town of Moultonborough im Carroll County im US-Bundesstaat New Hampshire. Die Volkszählung von 2020 erfasste 328 Einwohner. Der CDP wurde im Jahr 2010 erstmals vom Census definiert. Die Siedlung an sich ist älter. Die meisten Häuser werden als Ferienwohnung oder im Teilzeitsruhestand genutzt.

## Lage
Der Ort liegt bei den Koordinaten 43° 43' 24.18" Nord und 71° 21' 43.95" West auf einer Höhe von 203 Metern über dem Meeresspiegel am Nordostende des Lake Winnipesaukee. Die 3,0 km² große Fläche des Gebietes besteht fast ausschließlich aus Land, der Census gibt eine Wasserfläche von 0,01 km² an.